# Il castello di Barbablù
Il castello di Barbablù (in ungherese A kékszakállú herceg vára, letteralmente "Il castello del duca Barbablù") è un'opera in un atto del compositore ungherese Béla Bartók. Il libretto, in lingua ungherese, è stato scritto da Béla Balázs - poeta, regista e sceneggiatore - amico del musicista, rifacendosi molto liberamente sia alla celebre fiaba La Barbe Bleue (1697) di Charles Perrault sia al dramma Ariane et Barbe Bleue (1901) di Maurice Maeterlinck, grande drammaturgo belga autore, fra le altre opere, del dramma Pélleas et Mélisande musicato da Claude Debussy su libretto dello stesso Maeterlinck.
L'opera di Bartók dura poco meno di un'ora e ci sono soltanto due personaggi che cantano sul palco: Barbablù, baritono (in ungherese Kékszakállú), e la sua ultima moglie Judit (Judit), soprano/mezzosoprano. I due sono appena arrivati, e Judit è venuta nel castello di Barbablù per la prima volta, fuggendo dalla casa paterna, dove tutti sono stati contrari al suo matrimonio con questo gentiluomo dall'oscuro passato.
Il castello di Barbablù fu composto nel 1911 (con alcune modifiche apportate nel 1912 ed un nuovo finale aggiunto nel 1917) ma la prima rappresentazione ebbe luogo soltanto sette anni dopo, il 24 maggio 1918 al Teatro dell'Opera di Budapest. 
La Universal Edition pubblicò lo spartito per canto e pianoforte (1921) e la partitura completa (1925). La partitura completa di Boosey & Hawkes comprende solo le traduzioni tedesca e inglese della parte cantata, mentre l'edizione di Dover riproduce la Universal Edition ungherese/tedesca dello spartito per canto e pianoforte (con i numeri di pagina a partire da 1 invece che da 5). Una revisione dello spartito UE nel 1963 ha aggiunto una nuova traduzione tedesca di Wilhelm Ziegler, ma sembra non aver corretto tutti gli errori. La Universal Edition e la Bartók Records hanno pubblicato una nuova edizione dell'opera nel 2005 con nuova traduzione Inglese di Peter Bartók, accompagnata da un'ampia lista di errata-corrige.

## Storia della composizione
Béla Balázs originariamente aveva pensato questo libretto per il suo compagno di stanza Zoltán Kodály, nel 1908, e lo scrisse nel corso dei due anni successivi. Fu inizialmente pubblicato in serie, nel 1910, con una dedica congiunta a Kodály e Bartók, e nel 1912 comparve con il prologo parlato nella collezione "Misteri".
Bartók fu motivato a musicare l'opera entro il 1911, in quanto era la data ultima per partecipare al Concorso - a cui si era regolarmente iscritto - per il premio "Ferenc Erkel" per un'opera in 1 atto, bandito dall'Accademia di Belle Arti ungherese; il musicista scrisse gran parte dell'opera mentre frequentava un campeggio per nudisti. Un secondo concorso, organizzato dagli editori musicali Rózsavölgyi e con una data di chiusura entro il 1912, incoraggiò Bartók ad apportare alcune modifiche al lavoro, al fine di sottoporlo alla competizione Rózsavölgyi.
Poco si sa circa il premio Ferenc Erkel se non che il castello di Barbablù non lo vinse. I giudici Rózsavölgyi, dopo aver esaminato la composizione, ritennero che il lavoro (con solo due personaggi ed un unico luogo) non era sufficientemente drammatico per essere considerato nella categoria per la quale era stato inserito: la musica per il teatro.

Nel 1913 Balázs presentò uno spettacolo parlato in cui Bartók suonò alcuni pezzi per pianoforte in una parte separata del programma. Una lettera del 1915 alla giovane moglie di Bartók, Márta, (alla quale aveva dedicato l'opera) si conclude così:

## Le prime rappresentazioni nel mondo

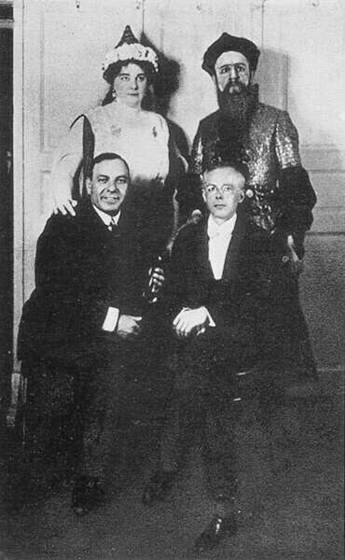
Dopo la prima de Il Castello di Barbablù.
Haselbeck Olga, Oscar Kálmán (Barbablù), Dezső Zádor e Béla Bartók

Il successo del balletto Il principe di legno (in ungherese, A fából faragott királyfi) nel 1917 aprì la strada per la prima rappresentazione assoluta nel maggio 1918 con il medesimo direttore, Egisto Tango. Oszkár Kálmán fu il primo interprete di Barbablù e Olga Haselbeck la prima Judit. Dopo l'esilio di Balázs nel 1919 e la censura sui suoi lavori, non ci furono riprese fino al 1936. Bartók partecipò alle prove e, secondo quanto riferito, si schierò con il nuovo Barbablù, Mihály Székely, contro il nuovo direttore Sergio Failoni, insistendo sulla fedeltà alla partitura.
Seguirono produzioni in Germania, a Francoforte (1922) e a Berlino (1929).
Il castello del Duca Barbablù fu eseguito in Italia, al Maggio Musicale Fiorentino, il 5 maggio 1938. Dirigeva Sergio Failoni e gli interpreti erano Miklós Székely, nel ruolo del protagonista, ed Ella Némethy come Judit. Al Teatro di San Carlo l'opera andò in scena per la prima volta sotto Ferenc Fricsay il 19 aprile 1951 con Mario Petri e Ira Malaniuk. Il debutto al Teatro alla Scala si ebbe il 28 gennaio 1954 con Petri e Dorothy Dow. Seguirono diverse altre produzioni nei maggiori teatri d'opera d'Italia, tra cui il Teatro Nuovo di Torino (1961), il Teatro dell'Opera di Roma (1962), il Teatro Comunale di Bologna (1966), La Fenice di Venezia (1967), ed il Teatro Regio di Parma (1970).
La prima esecuzione americana fu la trasmissione radiofonica della Dallas Symphony Orchestra sul programma Orchestras of the Nation della NBC Radio, il 9 gennaio 1949, seguita, il giorno successivo, da un concerto presso la Music Hall al Fair Park di Dallas, Texas. Entrambi gli spettacoli furono diretti da Antal Doráti, un ex allievo di Bartok. Altre fonti parlano di un concerto nel 1946 a Dallas. Negli Stati Uniti, la prima messa in scena completa dell'opera ebbe luogo alla New York City Opera, il 2 ottobre 1952, sotto la direzione di Joseph Rosenstock ed i cantanti James Pease e Caterina Ayres. Il Metropolitan presentò l'opera per la prima volta il 10 giugno 1974 con il direttore Sixten Ehrling e i cantanti David Ward e Shirley Verrett.
La prima rappresentazione sudamericana avvenne al Teatro Colón di Buenos Aires, il 23 settembre 1953, diretta da Karl Böhm..
Il castello del Duca Barbablù debuttò in Francia il 17 aprile 1950 in una trasmissione radiofonica su Radiodiffusion-Télévision Française. Il direttore era Ernest Ansermet, con protagonisti Renée Gilly come Judit e Lucien Lovano come Barbablù. In Francia l'opera arrivò all'Opéra National du Rhin di Strasburgo, l 29 aprile 1954 con Heinz Rehfuss nel ruolo del protagonista ed Elsa Cavelti come Judit. Il direttore era Ernest Bour. La prima rappresentazione a Parigi fu all'Opéra-Comique l'8 ottobre del 1959 con il soprano Berthe Monmart e il basso Xavier Depraz. Maestro concertatore e direttore d'orchestra fu Marcel Lamy, che utilizzò una traduzione francese del testo messa a punto da Michel-Dimitri Calvocoressi.
La prima rappresentazione a Londra ebbe luogo il 16 gennaio 1957 presso il Teatro Steiner Rudolf, durante il tour britannico del compositore scozzese Erik Chisholm, il quale diresse l'Università di Cape Town Opera Company in cui Désirée Talbot era Judit. Pochi anni prima, Chisholm aveva debuttato con questo lavoro in Sudafrica presso il Piccolo Teatro di Città del Capo.
Al Festival di Salisburgo l'opera giunse per la prima volta il 4 agosto 1978 con il direttore George Alexander Albrecht. Walter Berry e Katalin Kasza erano i due protagonisti.
In Israele, l'opera ha debuttato il 15 dicembre 2010 presso la New Israeli Opera di Tel Aviv. Vladimir Braun era Barbablù e Svetlana Sandler, Judit. Shirit Lee Weiss coreografo e Ilan Volkov direttore. Le scenografie, originariamente utilizzate nella rappresentazione del 2007, con la Seattle Symphony Orchestra, sono state progettate dall'artista del vetro Dale Chihuly.
Nel 1988 la BBC aveva trasmesso un adattamento dell'opera con il titolo Il Castello del Duca Barbablù diretto da Leslie Megahey. Robert Lloyd era Barbablù ed Elizabeth Laurence, Judit.
La prima Taiwanese, diretta e condotta da Tseng Dau-Hsiong, ha avuto luogo nel Teatro Nazionale di Taipei, il 30 dicembre 2011. Nel mese di gennaio 2015, il Metropolitan ha presentato la sua prima produzione del Castello del Duca Barbablù in originale ungherese, interpretato da Mikhail Petrenko come Barbablù e Nadja Michael come Judit.

## Ruoli
| Ruolo                | Voce                   | Cast della prima 24 maggio 1918 (Direttore: Egisto Tango) |
| -------------------- | ---------------------- | --------------------------------------------------------- |
| Prologo del Bardo    | voce recitante         | Imre Palló                                                |
| Barbablù             | basso o basso-baritono | Oszkár Kálmán                                             |
| Judit                | soprano o mezzosoprano | Olga Haselbeck                                            |
| Le mogli di Barbablù | personaggi muti        |                                                           |
| Il Castello (1)      |                        |                                                           |

(1) Bartók comprende anche il Castello nella pagina dei protagonisti.

## Trama
La trama è assai liberamente ispirata alla fiaba popolare "Barbablù", ma viene effettuata una radicale rielaborazione psicologica, alcuni direbbero psicoanalitica o psicosessuale (vedi Bruno Bettelheim ne Il mondo incantato).
LuogoUn'enorme sala buia in un castello, con sette porte chiuse.
PeriodoNon definito
Barbablù arriva con Judit al suo castello, che è immerso nell'oscurità. Barbablù chiede a Judit se vuole rimanere, offrendole anche la possibilità di andarsene, ma lei decide di rimanere. La donna insiste nel volere che tutte le porte siano aperte, per permettere alla luce di entrare e asciugare i muri umidi e freddi. Ribadisce inoltre che le sue richieste si basano sul suo amore per Barbablù. Il duca si rifiuta, dicendole che sono luoghi segreti e non devono essere esplorati da altri e chiedendole di amarlo senza fare domande. Judit insiste e alla fine ottiene ciò che vuole.
La prima porta si apre per rivelare la camera della tortura, macchiata di sangue. Dapprima sconcertata, poi incuriosita, Judit continua. Dietro la seconda porta c'è un'armeria, e dietro la terza un tesoro di ori e gioielli. Ogni volta che una porta viene aperta, si sentono misteriosi sospiri di dolore provenire dall'interno. Barbablù spinge Judit avanti. Dietro la quarta porta c'è un giardino segreto con magnifici fiori; dietro la quinta, si apre una finestra sul vasto regno di Barbablù. Tutto è ora illuminato dal sole, ma il sangue ha macchiato la camera della tortura, l'armeria e anche i tesori, ha bagnato il giardino e le nuvole cupe gettano ombre rosso sangue sopra il regno del Duca.
Barbablù supplica la sposa di fermarsi: il castello ora splende come più non si può ottenere, e non sarà possibile renderlo più luminoso di così. Judit però rifiuta di fermarsi dopo essersi spinta fin lì e, insistendo, ottiene di aprire la sesta porta. Intanto un'ombra scura passa sopra il castello. Questa è la prima camera che non è macchiata di sangue: un lago d'acqua argentea e silenziosa è tutto ciò che si trova all'interno, "Sono lacrime, Judit, lacrime" ripete Barbablù. Lei deve semplicemente amarlo e non fare altre domande. L'ultima porta deve rimanere chiusa per sempre. Ma la donna insiste ancora, chiedendogli notizia delle sue ex mogli e poi accusandolo di averle uccise, arrivando a supporre che appartenga proprio a loro il sangue trovato dappertutto, che a formare il lago siano state le loro lacrime e che i loro corpi giacciano dietro l'ultima porta. Di fronte a queste accuse Barbablù le consegna la settima chiave.
A quel punto entrano in scena le tre ex mogli di Barbablù, silenziose ma ancora vive, splendidamente vestite e adornate di corone e gioielli. Barbablù, sopraffatto dall'emozione dei ricordi, si prostra davanti a loro e le esalta una per una (come le sue mogli dell'alba, del mezzogiorno e del tramonto). Infine, rivolgendosi a Judit, le dice che lei è la più bella di tutte: incontrata di notte, ora alla notte dovrà appartenere per sempre. Lei, affranta, lo prega di desistere dal proposito di lasciarla, ma è troppo tardi. Barbablù l'adorna di gioielli meravigliosi e di un manto stellato, che le pesano addosso come una cappa di piombo. Mentre reclina la testa sotto quel peso, è costretta a seguire le altre mogli, che escono lungo un fascio di luce lunare attraverso la settima porta. Questa si chiude alle sue spalle, e Barbablù rimane solo, mentre tutto svanisce nel buio totale e le tenebre tornano ad invadere il castello.

## Simbolismo
Il direttore d'orchestra ungherese István Kertész riteneva che non si dovesse mettere in relazione l'opera con la favola su cui è basata, ma che Barbablù adombri lo stesso Bartók, che ritrae nella vicenda la sua sofferenza personale e la sua riluttanza a rivelare i segreti più intimi dell'anima, progressivamente violati da Judit. Seguendo questa linea egli può essere visto come l'"uomo qualunque", anche se lo stesso compositore era un uomo veramente molto riservato. Il sangue che attraversa ossessivamente tutta la storia è il simbolo della sua sofferenza. Il Prologo (spesso ingiustamente omesso) introduce il mistero della storia narrata così come potrebbe evolversi nella fantasia del pubblico. Mentre Kertész vedeva Judit come un essere quasi malvagio, Christa Ludwig, il mezzosoprano che ha interpretato questo ruolo, dissente da questa opinione, e afferma che Judit è soltanto influenzata da tutto ciò che ha sentito dire di Barbablù, e ciò finisce per prevalere sul suo amore per lui. Si riferisce ripetutamente alle espressioni hír, Jaj, igaz hír; suttogó hír (Ah, veritiere le voci sussurrate!). La Ludwig pensa anche che Judit sia sincera ogni volta che dice a Barbablù Szeretlek!(Ti amo!).
Un'altra interprete di Judit, Nadja Michael, ha espresso un'opinione diversa, prettamente simbolica. In una trasmissione dal Metropolitan Opera del 14 febbraio 2015, ha dichiarato che non importa chi sia in realtà Judit: lei simboleggia un essere umano che deve confrontarsi con tutte le paure che porta dal suo passato.

## Scenografia
Tradizionalmente, il set rappresenta una sala buia circolare, circondata da sette porte chiuse. Come si apre ogni porta, ne esce un flusso di luci di sempre diverso colore (eccetto nel caso della sesta porta, dove invece la luce si attenua visibilmente). I colori simbolici delle sette porte sono i seguenti:
1. (La camera della tortura) · Rosso sangue
2. (L'armeria) · Giallognolo-rosso
3. (Il tesoro) · Color oro
4. (Il giardino) · Verde-bluastro
5. (Il regno) · Bianco (L'indicazione di scena dice: "in un torrente scintillante i flussi di luce scorrono in mezzo a montagne blu")
6. (Il lago di lacrime) · Oscurità; la sala principale perde luminosità, come se una cupa ombra vi fosse passata sopra
7. (Le mogli) · Argentee (Indicazione di scena: "argento come la luna")

Il lento e sommesso preludio orchestrale è preceduto da un prologo parlato, scritto dallo stesso librettista, indicato come "Prologo del Bardo", che introduce alla visione dell'opera. Il Bardo domanda al pubblico "Dove è la scena? È al di fuori o è dentro di noi?" e inoltre lo invita a prestare particolare attenzione agli eventi che stanno per svolgersi. Il Bardo aggiunge che la morale del racconto si può applicare al mondo reale, come a quello di Barbablù e Judit. Il personaggio del bardo (o "regős" in lingua ungherese) è tradizionale nella musica popolare ungherese, e le sue parole (in particolare le linee di apertura "Haj, Rego, rejtem") sono associate con la tradizionale "regősénekek" ungherese (canzoni Regős), che Bartók aveva precedentemente studiato. Il prologo non è soltanto un'introduzione facoltativa e pertanto non dovrebbe mai essere omesso nelle esecuzioni, come spesso invece accade.
Le direttive di scena chiedono inoltre sospiri spettrali che apparentemente provengono dall'interno del castello stesso quando alcune porte vengono aperte. Questi sospiri sono stati realizzati in modo diverso da produzioni differenti, talvolta strumentalmente, talvolta vocalmente (un piccolo gruppo di voci femminili).

## Musica e strumentazione
La caratteristica più saliente della musica dal Castello del Duca Barbablù è l'insistita presenza dell'intervallo di seconda minore, la cui dissonanza è presente più volte nei passaggi sia lenti che veloci per evocare rispettivamente una dolorosa tristezza/inquietudine o pericolo/shock. La seconda minore è anche indicata come il 'motivo del sangue', poiché compare ogni volta che Judith nota tracce di sangue nel castello. Complessivamente la musica non è atonale, ma in più passi è politonale, con più di una chiave centrale che opera contemporaneamente (ad esempio il preliminare all'apertura culminante della quinta porta). Tuttavia ci sono alcuni passaggi (ad esempio, all'apertura della terza porta) dove la musica è chiaramente tonale e per lo più consonante. Molti critici hanno trovato un piano chiave complessivo, come si potrebbe trovare in un pezzo di musica tonale. L'opera inizia nella tonalità di Fa♯ minore, modulando verso il Do nel punto culminante della composizione (armonicamente, la massima distanza possibile dal Fa♯), prima di tornare nuovamente al Fa♯ minore nella conclusione. Sia il testo sia l'impostazione armonica che regge l'intera opera hanno suggerito ad alcuni commentatori l'idea che la dicotomia Fa♯ - Do rappresenti il buio e la luce.
Le parti vocali sono molto impegnative a causa dello stile prevalentemente cromatico e legato al ritmo vocale, ispirato agli antichi canti magiari, che Bartók utilizza. Per interpreti non di madrelingua il testo in lingua ungherese può essere difficile da padroneggiare. Queste ragioni, insieme con l'effetto statico dell'azione sul palcoscenico, hanno finito per rendere una rarità la messa in scena dell'opera, che talora viene eseguita invece in forma di concerto.

### Organico orchestrale
Per sostenere tutte le sfumature psicologiche dell'azione, Bartók impiega una grande orchestra. La strumentazione è come indicata di seguito:
- 4 flauti (gli ultimi due raddoppiano i due ottavini)
- 2 oboi
- 1 corno inglese
- 3 clarinetti in la e in si bemolle (il primo e il secondo raddoppiano i clarinetti in mi bemolle, il terzo raddoppia il clarinetto basso)
- 4 fagotti (gli ultimi due raddoppiano i controfagotti)
- 4 corni
- 4 trombe in si bemolle
- 4 tromboni
- 1 tuba
- timpani
- grancassa
- tamburo
- gong
- cembali, cembali sospesi, xilofono (originalmente a tastiera – di solito suonato da due strumentisti)
- triangolo
- 2 arpe
- 1 celesta
- 1 organo
- Sezione archi.[19]

Sono richiesti inoltre anche 8 suonatori di ottoni fuori scena (4 trombe e 4 tromboni).

## Traduzioni
La traduzione originale tedesca di Wilhelm Ziegler compare nella prima edizione (1921) della partitura per canto e pianoforte. Nel 1963 fu sostituita da un'altra traduzione del testo, rivista sempre da Wilhelm Ziegler. 
La traduzione in inglese stampata nel 1963 per la partitura tascabile è di Christopher Hassall. 
L'unica traduzione contenuta nella partitura completa è quella inglese di Chester Kallman. Un'altra traduzione del libretto è quella approntata da John Lloyd Davies per la Scottish Opera nel 1989 (British National Opera Guide No. 44, 1991). 
Una versione in francese ragionevolmente fedele all'originale è quella di Natalia e Charles Zaremba (L'Avant-Scène Opéra, 1992). (Si veda anche Libretti)

## Edizioni discografiche
| Anno | Cast (Barbablù, Judith)                                               | Direttore               | Etichetta                    |
| ---- | --------------------------------------------------------------------- | ----------------------- | ---------------------------- |
| 1936 | Mihály Székely, Ella Némethy                                          | Sergio Failoni          | Grandi Maestri alla Scala MC |
| 1951 | Mihály Székely, Klará Palánkay                                        | Georges Sébastian       | Arlecchino                   |
| 1953 | Bernhard Sonnerstedt, Birgit Nilsson (in tedesco)                     | Ferenc Fricsay          | Opera d'Oro                  |
| 1953 | Endre Koréh, Judith Hellwig (+ Cantata profana, Il principe di legno) | Walter Susskind         | Arlecchino                   |
| 1956 | Mihály Székely, Klará Palánkay                                        | János Ferencsik         | Hungaroton                   |
| 1958 | Dietrich Fischer-Dieskau, Hertha Töpper (in tedesco)                  | Ferenc Fricsay          | Deutsche Grammophon          |
| 1962 | Jerome Hines, Rosalind Elias                                          | Eugene Ormandy          | Sony                         |
| 1962 | Mihály Székely, Olga Szőnyi                                           | Antal Doráti            | Mercury                      |
| 1965 | Walter Berry, Christa Ludwig                                          | István Kertész          | Decca                        |
| 1973 | Evgenij Kibkalo, Nina Poliakova (in russo)                            | Gennadij Roždestvenskij | Westminster Records          |
| 1976 | Siegmund Nimsgern, Tatiana Troyanos                                   | Pierre Boulez           | Sony                         |
| 1976 | Kolos Kováts, Eszter Kovács                                           | János Ferencsik         | Art 21 Stúdió                |
| 1979 | Kolos Kováts, Sylvia Sass                                             | Georg Solti             | Decca                        |
| 1979 | Dietrich Fischer-Dieskau, Julia Varady                                | Wolfgang Sawallisch     | Deutsche Grammophon          |
| 1981 | Evgenij Nesterenko, Elena Obraztsova                                  | János Ferencsik         | Hungaroton                   |
| 1987 | Samuel Ramey, Éva Marton                                              | Ádám Fischer            | Sony                         |
| 1992 | Gwynne Howell, Sally Burgess (in inglese)                             | Mark Elder              | BBC MM114                    |
| 1993 | László Polgár, Jessye Norman                                          | Pierre Boulez           | Deutsche Grammophon          |
| 1994 | Falk Struckmann, Katalin Szendrényi                                   | Eliahu Inbal            | Cenon                        |
| 1995 | John Tomlinson, Anne Sofie von Otter                                  | Bernard Haitink         | EMI Classics                 |
| 2000 | György Melis, Katalin Kasza                                           | János Ferencsik         | Hungaroton                   |
| 2002 | Peter Fried, Cornelia Kallisch                                        | Péter Eötvös            | Hänssler                     |
| 2002 | László Polgár, Ildikó Komlósi                                         | Iván Fischer            | Philips                      |
| 2007 | Gustáv Beláček, Andrea Meláth                                         | Marin Alsop             | Naxos                        |
| 2009 | Willard White, Elena Zhidkova                                         | Valerij Gergiev         | LSO Live                     |

## Videografia
| Anno | Cast (Barbablù, Judith)          | Direttore    | Regista         | Etichetta |
| ---- | -------------------------------- | ------------ | --------------- | --------- |
| 1981 | Kolos Kováts, Sylvia Sass        | Georg Solti  | Miklós Szinetár | Decca     |
| 1989 | Robert Lloyd, Elizabeth Laurence | Adam Fischer | Leslie Megahey  | Teldec    |